# كمثرى مجري
كمثرى مجري (الاسم العلمي: Pyrus magyarica) هو نوع نباتي يتبع جنس الكمثرى من الفصيلة الوردية.